# Diaphorus luteoviridis
Diaphorus luteoviridis är en tvåvingeart som först beskrevs av Octave Parent 1935.  Diaphorus luteoviridis ingår i släktet Diaphorus och familjen styltflugor.
Artens utbredningsområde är Colombia. Inga underarter finns listade i Catalogue of Life.